# Ouen Toro
Der Ouen Toro ist ein Berg an der Südspitze der Nouméa-Halbinsel im französischen Überseegebiet Neukaledonien. Er ist mit 132 m die zweithöchste Erhebung der Stadt Nouméa. Auf seinem Gebiet erstreckt sich der Stadtpark Parc naturel du Ouen Toro. Der Gipfel ist über einen Abzweig von der Promenade Pierre Vernier an der Bucht Anse Vata zugänglich. Er ist ein beliebter Aussichtspunkt und wird u. a. von Gleitschirmfliegern als Startbasis genutzt.

## Geschichte
Der Berg wurde erstmalig 1857 von dem Wasserbauingenieur Anatole Bouquet de la Grye erwähnt. Der Name stammt von der lokalen Kanaksprache und bedeutet „Hügel (wan) des Eisenholzes“ (toro). Als bedeutender strategischer Ort wurde dort 1891 eine Militärbasis errichtet und ein Jahr später zusätzlich eine Artilleriebasis. 1896 wurden vier schwenkbare Kanonen sowie mehrere, durch einen Tunnel miteinander verbundene Gebäude ergänzt. 1941 installierte die australische Armee auf einer gemauerten Plattform zwei 1,55 m lange Kanonen aus den Jahren 1900 und 1901. Für den Bau der Küstenstraße Promenade Pierre Vernier von der Bucht Anse Vata zur Baie de Sainte Marie wurde 1933 der Ausläufer des Berges an der Ostflanke entfernt. Zu den Pazifikspielen 1966 wurde am Fuß des Berges das Olympia-Schwimmbad Piscine du Ouen Toro errichtet. 1988 wurde der Parc naturel du Ouen Toro geschaffen. 2011 wurde neben dem Schwimmbad mit dem Parc Georges-Guerlain der erste Kinderspielpark Nouméas eröffnet. Er wurde 2023 komplett renoviert.

## Parc naturel du Ouen Toro
Der 63 ha große Naturpark wird von der Stadt Noumea in Kooperation mit der Südprovinz verwaltet und ist als Naturschutzgebiet klassifiziert. Er trägt seit 2011 den Beinamen d'Albert-Etuvé et de Lucien-Audet, zweier Naturschützer, die sich stark für seinen Erhalt eingesetzt haben. Der Park enthält auf drei Hektar einen der letzten Trockenwälder des Territoriums, ein Baumbestand von 35 Arten, die Hälfte endemisch, welche mit weniger als 1100 mm Regen pro Jahr auskommen. Er ist auch einer der wenigen Orte im Süden von Neukaledonien, wo Sandelholz zu finden ist. Naturschützer haben in Kooperation mit dem WWF seit 2009 invasive Pflanzenarten wie Süße Akazie oder Brasilianischer Pfefferbaum entfernt und über 30.000 neue Bäume angepflanzt. Ein vorsätzlich mit sechs Brandherden gelegtes Feuer im Dezember 2019 zerstörte zwei Hektar des Parks.
Das Schutzgebiet beherbergt eine besonders hohe Zahl von Vogelarten (19), darunter der endemische Neukaledonien-Brillenvogel und die endemische Rotkopf-Papageiamadine, sowie Allfarblori, Astrilde, Fischadler (Pandion haliaetus cristastus), Glanzelsterchen, Götzenliest, Graumantel-Brillenvogel, Grauohr-Honigfresser, Hybriden Monarch, Neuseeland-Fächerschwanz, Ockerbauch-Dickkopf, Perlhalstaube und Schlichtmantel-Dickkopf. Des Weiteren beherbergt der Park fünf Geckoarten sowie die Blumentopfschlange, die einzige Landschlangenart Neukaledoniens. Der Park wird von mehreren Fußwegen durchzogen, die teilweise bis auf den Gipfel mit dem 360°-Aussichtspunkt führen. Der Talweg beginnt am Parkplatz der Côte Blanche an der Baie de Sainte Marie.

## Einrichtung derDIRISI
Die Direction Interarmées des Réseaux d’Infrastructure et des Systèmes d’Information (DIRISI), eine Abteilung der Französischen Streitkräfte, betreibt auf dem Gipfel eine Installation zur Kommunikation mit den Streitkräften in Neukaledonien (Forces Armées en Nouvelle-Calédonie).

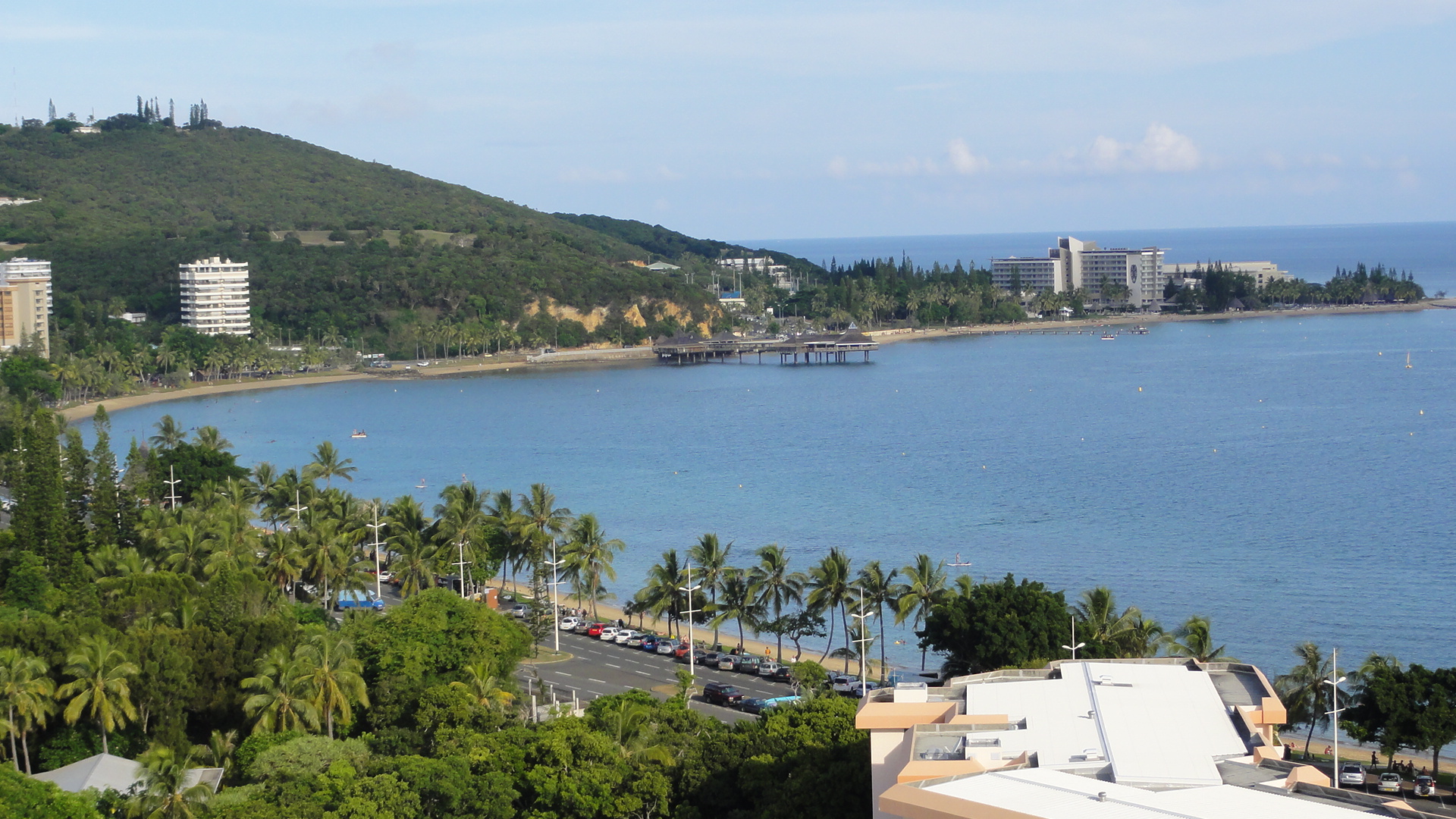
Blick auf den Ouen Toro mit der Bucht Anse Vata
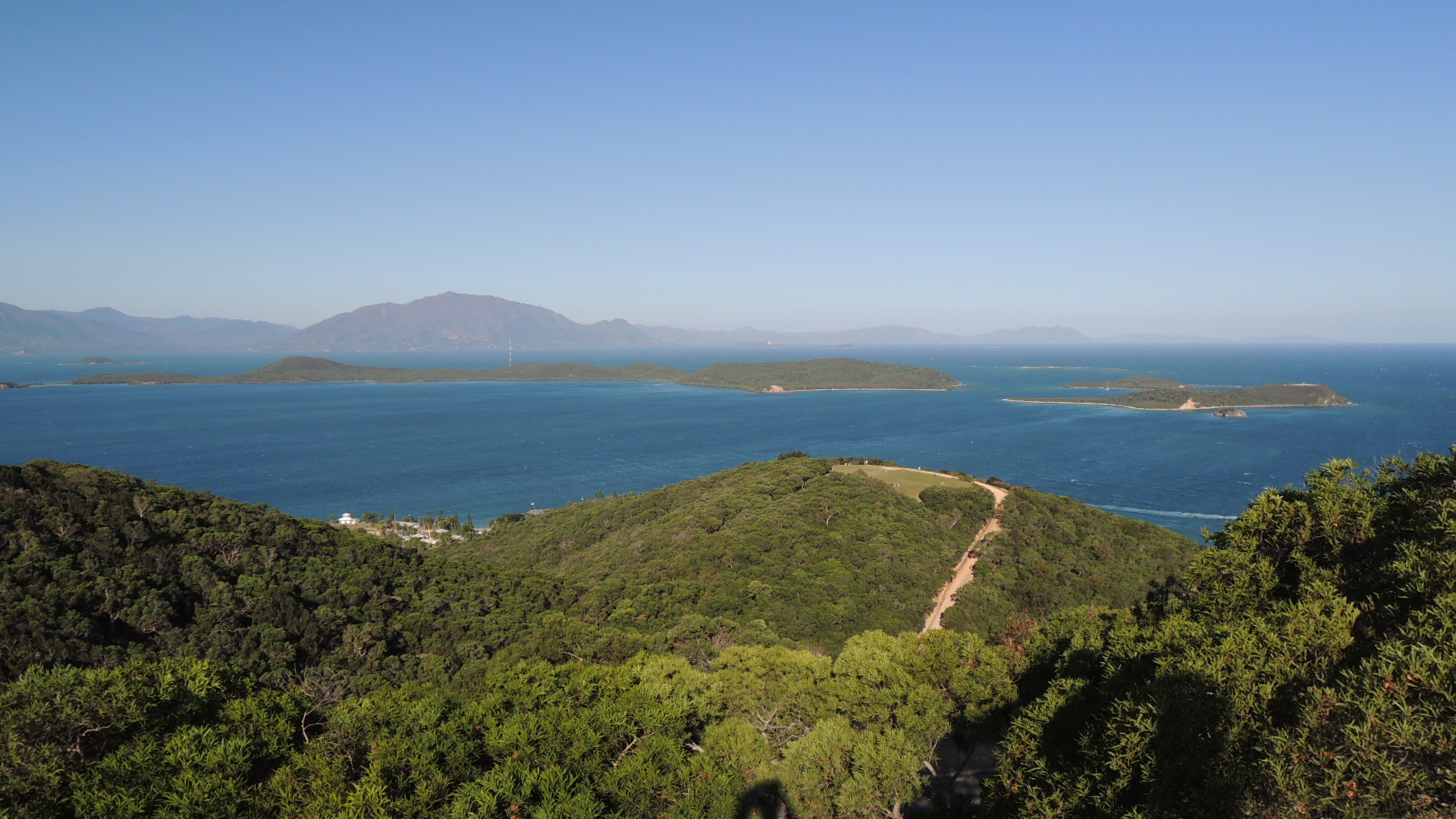
Blick vom Ouen Toro auf die Baie de Sainte Marie
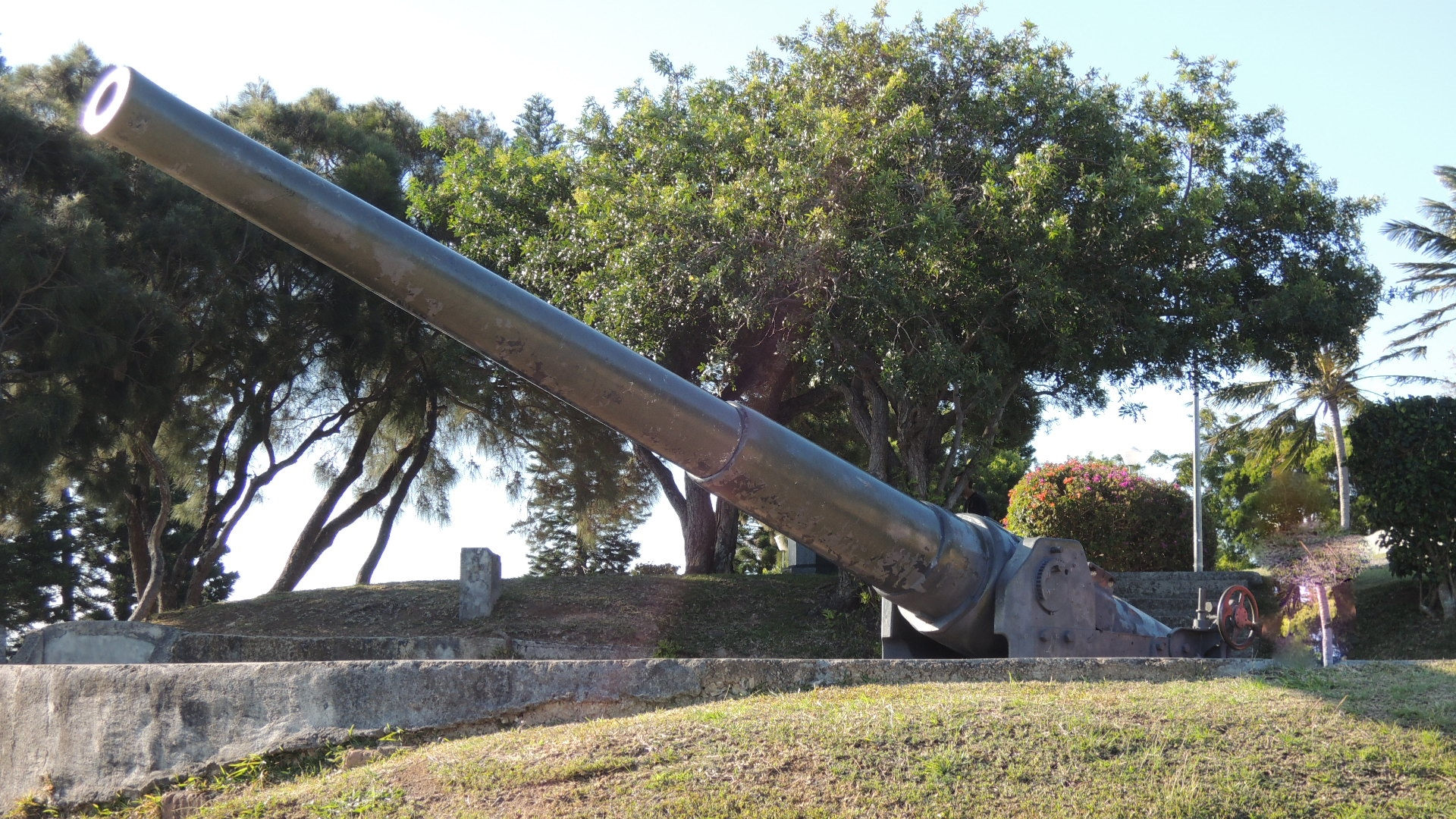
Historische Kanone auf dem Ouen Toro
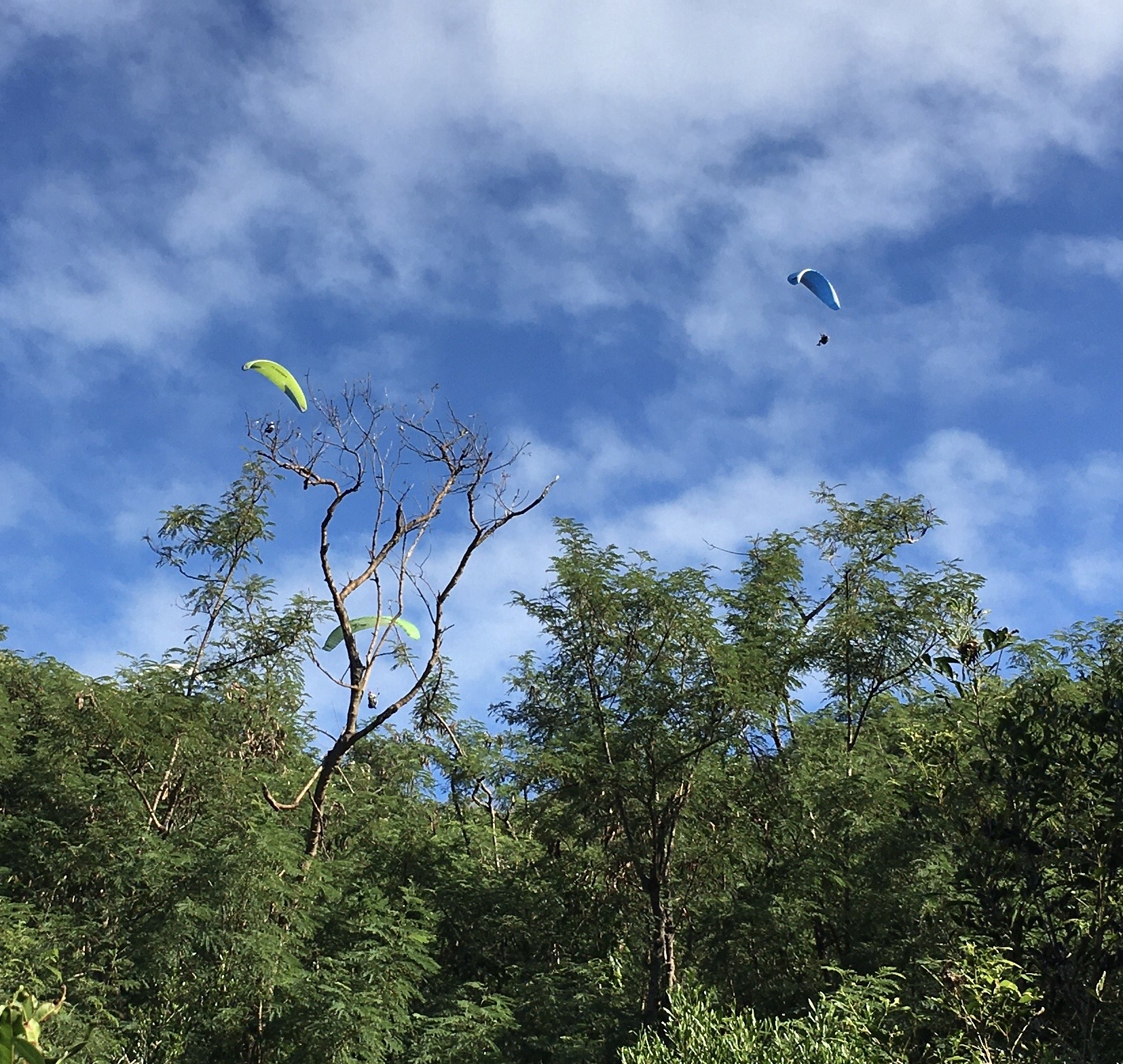
Gleitschirmflieger über dem Ouen Toro
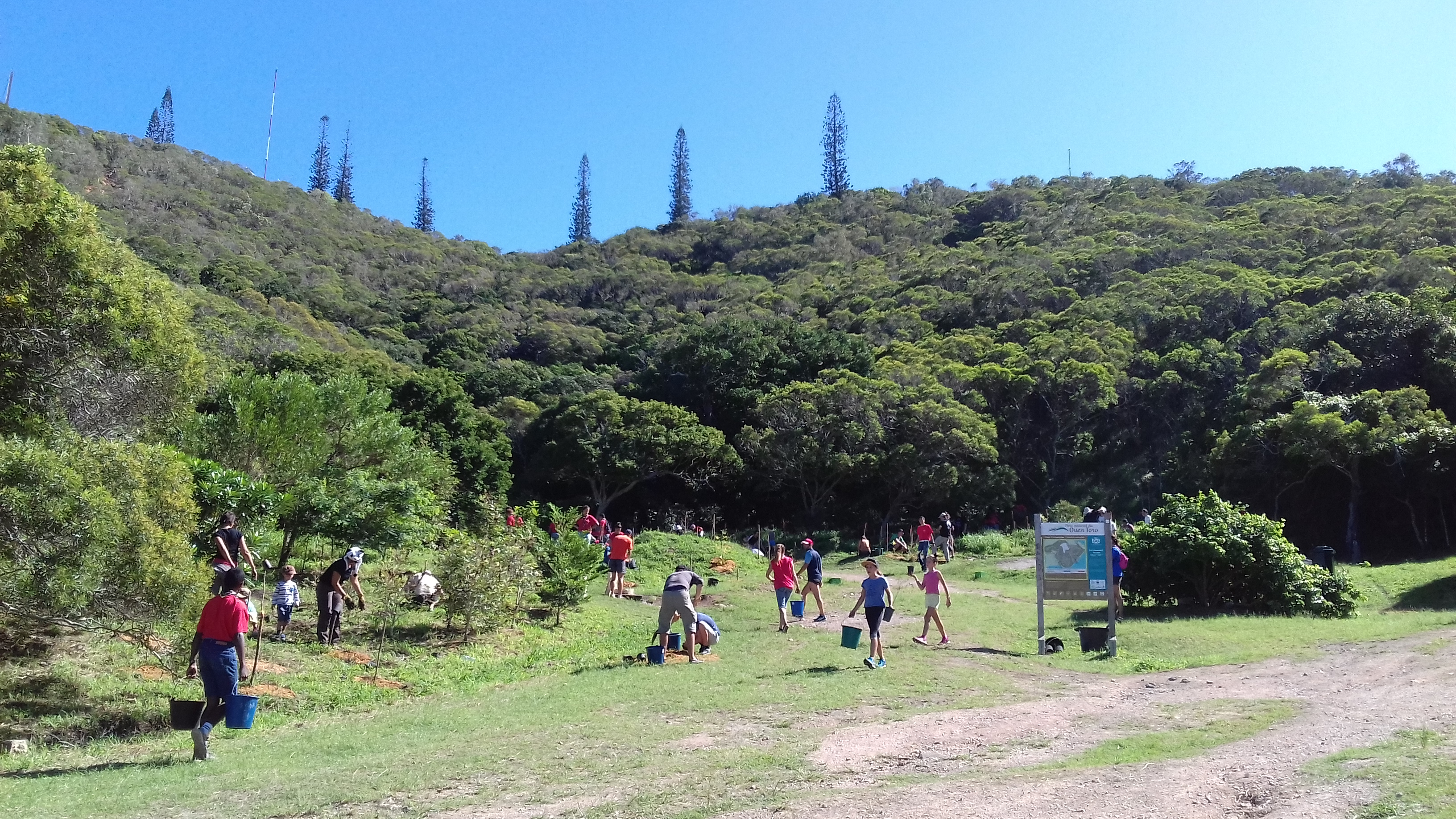
Wiederaufforstung auf dem Ouen Toro
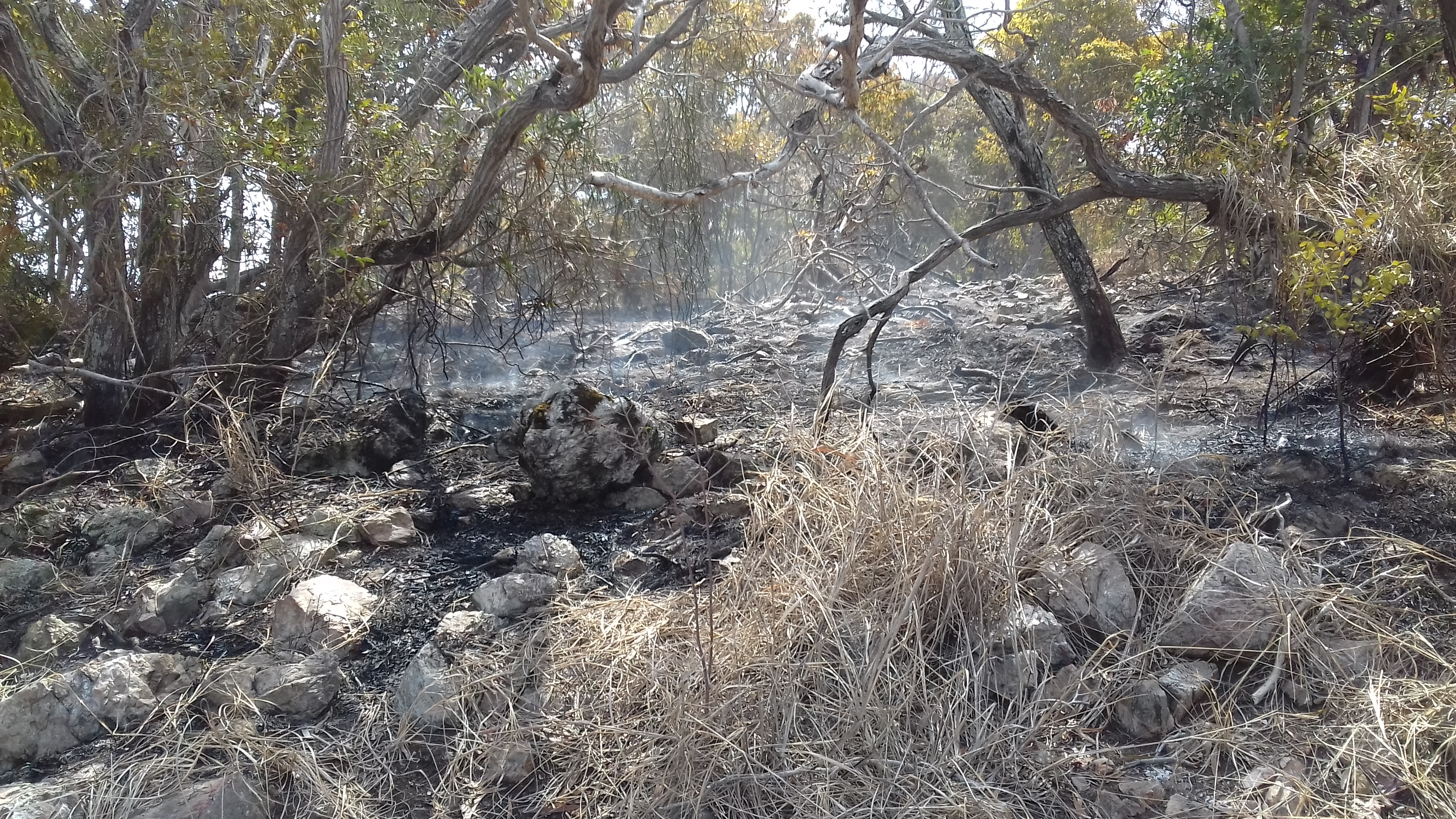
Brandschäden nach dem 6. Dezember 2019
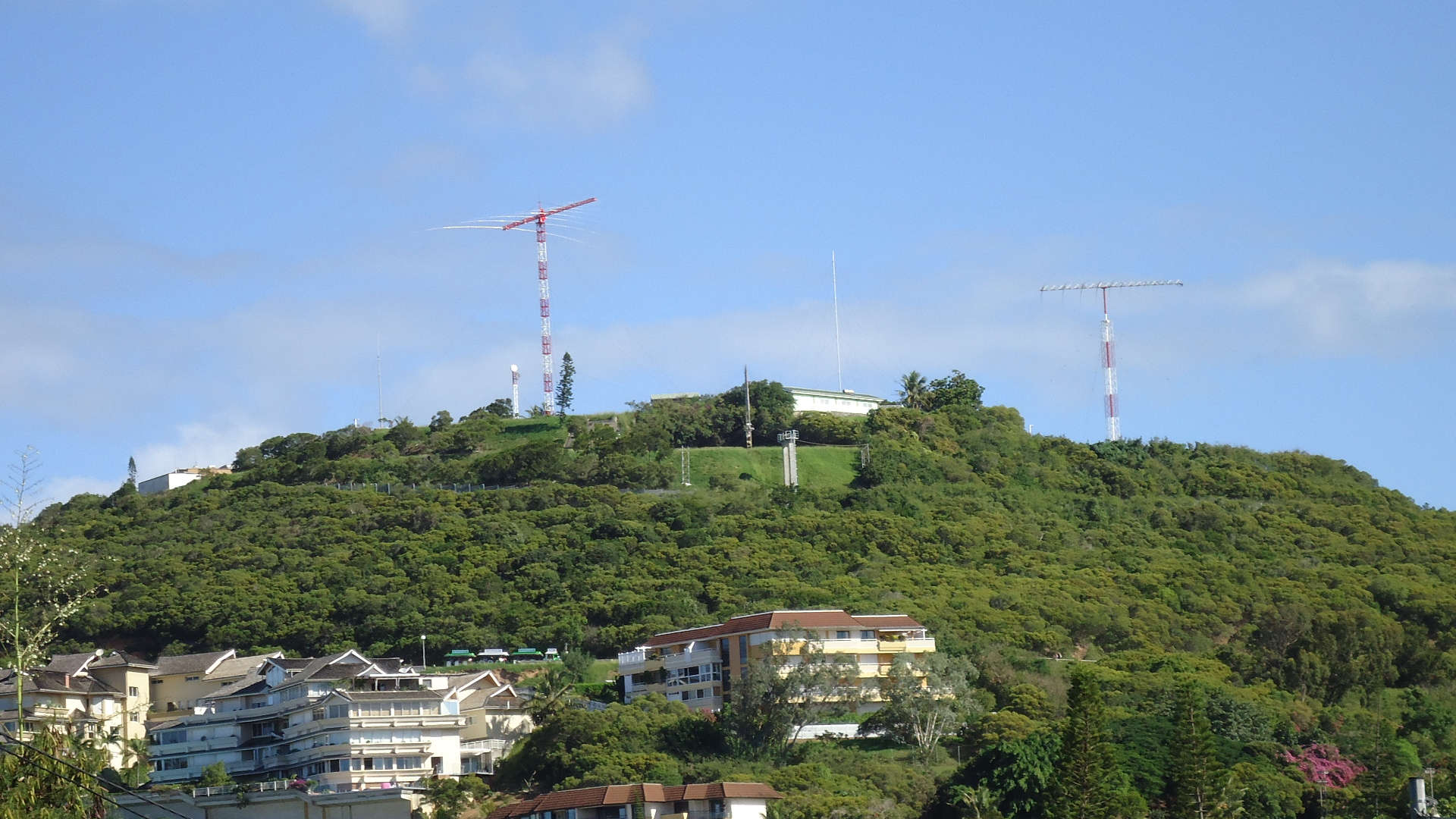
DIRISI-Sendemasten auf dem Ouen Toro